# Плячкосване
Плячкосване, също разграбване или мародерство, е безразборното вземане на стоки чрез сила като част от военна или политическа победа или по време на бедствие, като например война, природно бедствие (при което изпълнителната власт е временно неефективна) или бунтове. Терминът се използва и в по-широк смисъл за описване на големи случаи на кражба или присвояване на частни или публични активи от правителства.
Във въоръжените конфликти, плячкосването е забранено от международното право и представлява военно престъпление.

## Типове плячкосване

### Във въоръжените конфликти
Плячкосването от страна на победоносната армия по време на война е често срещана практика в историята. При пехотинците, това се е считало като добавка към иначе оскъдните им доходи и част от празнуването на победата. На по-високо ниво, гордото показване на плячката е било интегрална част от римския триумф, а Чингис хан казва, че най-голямото щастие е „да победиш врага си... и да го лишиш от богатството му“.
Във военното дело по времето на древността, плячките от войната включват и победеното население, което често бива поробвано. Жените и децата често биват абсорбирани в населението на победоносната държава. В досъвременните общества, обекти направени от ценни метали са предпочитана цел на военното плячкосване, основно поради тяхната лесна преносимост. В много случаи такива грабежи представляват възможност да се набавят съкровища, когато иначе не могат да бъдат набавени. След 18 век произведенията на изкуството започва да става все по-популярна мишена сред мародерите. През Втората световна война Нацистка Германия се ангажира с едромащабно и организирано плячкосване на произведения на изкуството.
Плячкосването, комбинирано със слаба военна дисциплина, понякога води армията до провал. В други случаи, плячката финансира по-нататъшни победи. Не всички мародери във военно време са победители. Разграбването на района около Висла от отстъпващите защитници през 1915 г. е сред факторите, подкопаващи лоялността на Полша през Първата световна война. Местните жители също могат да се възползват от нарушаването на реда, за да мародерстват частни и публични собствености, което се случва с Националния музей на Ирак в хода на Войната в Ирак през 2003 г. Лев Толстой описва в своя роман Война и мир масово мародерство от страна на гражданите на Москва преди войските на Наполеон да са стигнали града.

#### Забрана от международното право
Във въоръжените конфликти, плячкосването е забранено както от международното право, така и от международен договор. Хагските конвенции от 1899 и 1907 г. (модифицирани през 1954 г.) задължават военните сили не само да избягват унищожаването на вражеска собственост, но и да ѝ предоставят защита. Член 8 от Римския статут на Международния криминален съд гласи, че в международното военно дело, „плячкосването на град или място, дори да е завзето с бой“ е военно престъпление. Четвъртата Женевска конвенция от 1949 г. също изрично забранява плячкосването на гражданска собственост по време на война. След края на Втората световна война множество военни лица са осъдени за мародерство. В Международния наказателен трибунал за бивша Югославия няколко души също са осъдени за плячкосване.

### Археологически грабежи
Терминът „плячкосване“ понякога се използва и във връзка с древни предмети, които биват изземвани от държави чрез неупълномощени лица, били те местни жители, нарушаващи закони в търсене на парична изгода, или чужди нации, които обикновено имат по-голям интерес в престижа или научните открития. Пример за това е ограбването на египетски гробници, които биват транспортирани към музеи в Европа. Други примери включват обелиските на фараон Аменхотеп II и Птолемей IX. Дали това представлява плячкосване е обект на спорове, като някои страни посочват, че европейците обикновено са имали позволение от някакъв вид и че много от съкровищата нямаше да бъдат открити въобще, ако европейците не са били финансирали и организирали експедиции и разкопки. Много от тези антики вече са върнати в своята страна на произход доброволно.

### Военни трофеи
В края на Втората световна война, Съветският съюз, като победител, създава цели подразделения от чиновници, които се занимават с трофеите като част от Главното трофейно управление на СССР (на руски: Главное трофейное управление СССР). СССР официално се отказва от военни репарации и решава да не участва в подялбата на златния запас и банковите авоари на Третия райх, но предпочита да прибере всички трофеи, които попаднат в негов достъп. Държавните трофеи се транспортират с 400 хиляди вагона и включват 2885 завода, 96 електростанции, 1 милион 335 хиляди глави добитък, 2,3 милиона тона зърно, 1 милион тона картофи и зеленчуци, по 0,5 милиона тона мазнини и захар.
Обект на подобна дейност е в това число и Съветската окупационна зона в Германия, както и земи, които е предстояло да бъдат върнати на Полша. Те изпращат ценно промишлено оборудване, инфраструктура и цели заводи в Съветския съюз.

## Мерки срещу плячкосване след бедствия
По време на бедствие, полицията и военните могат понякога да са неспособни да предотвратят плячкосване, когато са затрупани с хуманитарни или военни задължения или не могат да бъдат извикани поради повредена комуникационна инфраструктура. Особено по време на природни бедствия, някои хора се чувстват принудени да вземат това, което не е тяхно, за да оцелеят. Как да се отговаря на това и къде лежи чертата между нужното и ненужното плячкосване, често представлява дилема за правителствата. В други случаи, плячкосването може да бъде толерирано или дори подкрепяно от правителства, поради политически или други причини.